# هارا ماساتانه

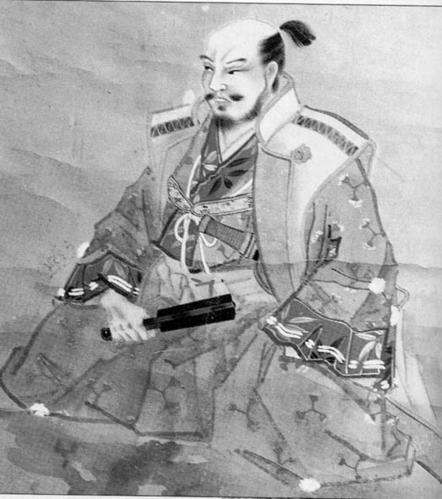
هارا ماساتانه

هارا ماساتانه (به ژاپنی: 原 昌胤 Hara Masatane) (۱۵۳۱ – ۲۹ ژوئن، ۱۵۷۵ میلادی) بک سامورایی در دوره سنگوکو و یکی از ۲۴ ژنرال تاکدا شینگن بود. ماساتانه که در توپوگرافی به خوبی مسلط بود، در انتهای لشکر می‌ماند تا جغرافیای محل و زمین را مشاهده کند و همچنین اگر در منطقه جدید بود، نقش پیشاهنگ را ایفا می‌کرد. گفته می‌شود که با عمل ماساتانه به عنوان پیشاهنگ، ارتش تاکدا توانست به سلامت پیشروی کند. ماساتانه مسئول تصمیم‌گیری در مورد محل اردو بود و می‌توانست یک اردوگاه مناسب و مستحکم بسازد.

## فعال در نبرد عقب‌نشینی در برابر هوجو
حمله به سوروگا، که در آن تاکدا شینگن با توکوگاوا ایه‌یاسو برای حمله به خاندان تضعیف شده خاندان ایماگاوا متحد شدند، در پایان سال یازدهم ایروکو (۱۵۶۸) آغاز شد و به زودی شهر سونپو توسط تاکدا اشغال شد.
در پاسخ، خاندان هوجو نیروهای کمکی را به خاندان ایماگاوا فرستاد و به اتحاد دیرینه تاکدا و هوجو پایان داد. سپس خاندان هوجوی اخیر گذرگاه ساتا که مسیر برگشت نیروهای تاکدا به ولایت کای بود، را مسدود کردند. مدت کوتاهی پس از سال جدید، شینگن در منطقه منزوی می‌شود و در شرایط سختی قرار می‌گیرد.
شینگن که اکنون، متوجه شد که در وضعیت نامساعدی قرار دارد و سعی کرد از گذرگاه ساتا عبور کند تا به ولایت کای عقب‌نشینی کند، اما ناکام ماند؛ بنابراین شینگن ماساتانه را احضار می‌کند و به او دستور می‌دهد تا از طریق کوه ایبارا راهی برای بازگشت به ولایت کای پیدا کند.
ماساتانه ناامیدانه سعی کرد راهی برای بازگشت به ولایت کای بیابد در حالی که شینگن با حمله به خاندان هوجو به مدت دو روز زمان خرید. راه حل ماساتانه عبور از ترو-توگه بود که از نسلی به نسل دیگر به عنوان افسانه عبور شینگن از «تقاطع ترو-توگه»  منتقل می‌شود.
طرف هوجو هیچ تصوری نداشت که در چنین مکانی راهی برای عقب‌نشینی به ولایت کای وجود دارد و فرصت تعقیب آنها را از دست داد، بنابراین نیروهای تاکدا بدون متحمل شدن خسارات سنگین توانستند به خانه بازگردند.
علاوه بر این، هنگامی که آنها دوباره در ژوئیه سال دوازدهم ایروکو (۱۵۶۹) به سوروگا حمله کردند و قلعه اومیا را تسخیر کردند، ماساتانه به عنوان رئیس قلعه خدمت کرد و به نظر می‌رسد که بر آساهینا نوبویوکی، فوجی نوبوتادا و دیگران نظارت داشته است.
به این ترتیب شینگن بارها به ولایت سوروگا حمله کرد و در نهایت موفق به فتح آن شد.